# Gli Sporcelli
Gli Sporcelli (The Twits) è un libro per bambini scritto da Roald Dahl ed illustrato da Quentin Blake. Scritto nel 1979, fu pubblicato nel 1980 da Jonathan Cape.

## Trama
I signori Sporcelli sono le persone più ripugnanti sulla faccia della terra: sporchi, brutti ma soprattutto cattivi. La loro occupazione principale è quella di farsi scherzi a vicenda. Il signor Sporcelli insegue il sogno di creare un numero da circo con delle scimmie in grado di fare tutto capovolte: per fare questo allena ogni giorno le sue scimmie e le poverette sono costrette a passare ore ed ore a testa in giù nella loro piccola gabbia. Convinto che le scimmie siano stupide e non capiscano nulla, il signor Sporcelli le maltratta, creando in loro la voglia di ribellione. Grazie all'aiuto di un uccello proveniente dall'Africa e degli uccelli reduci dalla supercolla, le scimmie riusciranno a liberarsi e a dare la giusta lezione ai pessimi coniugi Sporcelli.

## Edizioni
- Roald Dahl, Gli Sporcelli, traduzione di Paola Forti, collana Gl'Istrici, Salani,  p. 112, ISBN 88-7782-025-X.